# کامی پریوت
کامی پریوت (انگلیسی: Cami Privett؛ زادهٔ ۱۶ مارس ۱۹۹۳) بازیکن فوتبال اهل ایالات متحده آمریکا است.
از باشگاه‌هایی که در آن بازی کرده‌است می‌توان به هیوستون دش اشاره کرد.